# Biljajivský rajón
Biljajivský rajón (ukrajinsky Біляївський район) byl rajón v Oděské oblasti na Ukrajině. Hlavním městem byla Biljajivka a rajón měl přibližně 81 tisíc obyvatel. 

## Sídla v rajónu
- Biljajivka
- Chlibodarske